# Kolomyja
Kolomyja  (ukrainsk: Коломи́я, tr. Kolomýja, ukrainsk udtale: [kɔɫɔˈmɪjɐ]  ( hør); polsk: Kołomyja; tysk: Kolomea; rumænsk: Colomeea; jiddisch: קאלאמיי) er en by i den vestlige del af Ukraine. Byen har et befolkningstal på ca. 60.821 (2022) indbyggere.
Kolomyja er beliggende ved floden Prut omtrent midtvejs mellem byerne Ivano-Frankivsk og Tjernivtsi, i midten af den historiske region Pokuttya, som den deler en stor del af sin historie med. Den ligger i Ivano-Frankivsk oblast (provins) og fungerer som hovedby for Kolomyja rajon (distrikt). Kolomyja er sæde for administrationen af Kolomyja by-hromada (by-kommune).
Byen er et vigtigt jernbaneknudepunkt samt et industrielt centrum (tekstiler, sko, metallurgiske anlæg, maskinfabrikker, træ- og papirindustri). Det er et centrum for Hutsul-kulturen. Indtil 1925 var byen den mest befolkningsrige by i regionen.